# 施马尔卡尔登-迈宁根县
施马尔卡尔登-迈宁根县（Landkreis Schmalkalden-Meiningen）是德国图林根州西南部的一个县，县治迈宁根。

## 地理
施马尔卡尔登-迈宁根县东北面与哥达县，东面与伊尔姆县和苏尔市，东南面与希尔德堡豪森县，南面与巴伐利亚州的伦-格拉布费尔德县，西面与黑森州的富尔达县，西北面与瓦特堡县相邻。